# Udo Michallik
Udo Michallik (* 18. Mai 1968 in Waren (Müritz)) ist ein deutscher CDU-Politiker und seit 2011 Generalsekretär der Kultusministerkonferenz.

## Herkunft und Ausbildung
Nach dem Abschluss der zehnklassigen Polytechnischen Oberschule in Waren (Müritz) folgte ein Abschluss zum Maschinen- und Anlagenmonteur mit Abitur im Jahre 1987. Von 1989 bis 1995 studierte Michallik Geschichte, Politikwissenschaften, Soziologie und Germanistik, mit dem Abschluss Magister Artium. 

## Karriere

### Politik
Nach seinem Studium war Michallik bis 2006 wissenschaftlicher Mitarbeiter der CDU-Landtagsfraktion Mecklenburg-Vorpommern, mit dem Fachbereich Bildung, Wissenschaft und Kultur. Von 2003 bis 2006 leitete er zusätzlich auch den wissenschaftlichen Dienst der Landtagsfraktion. Von 2006 bis 2011 war er Staatssekretär im Ministerium für Bildung, Wissenschaft und Kultur unter Minister Henry Tesch.

### Generalsekretär der Kultusministerkonferenz
Am 10. März 2011 wählte die Kultusministerkonferenz ihn mit Wirkung zum 1. Oktober 2011 zum neuen Generalsekretär im Amt eines Ministerialdirektors.

### Sonstige Tätigkeiten
Zeitweise war er Aufsichtsratsvorsitzender des Universitätsklinikums Greifswald und des Universitätsklinikums Rostock sowie Vorsitzender des Aufsichtsrates der Historisch-Technischen Museum Peenemünde GmbH und Verwaltungsratsvorsitzender der Stiftung Deutsches Meeresmuseum in Stralsund. Außerdem war er Mitglied des Kuratoriums der Ostdeutschen Sparkassenstiftung Mecklenburg-Vorpommern und Vorsitzender des Beirats für das Dokumentationszentrum der Opfer der Diktaturen in Deutschland.

## Privates
Michallik ist verheiratet und hat zwei Kinder.